# Forn de calç del Corcola
El Forn de calç del Corcola és una obra de Matadepera (Vallès Occidental) inclosa a l'Inventari del Patrimoni Arquitectònic de Catalunya.

## Descripció
Forn situat a l'anomenat Pla dels Caçadors, a poca distància del Forn d'en Ton, destinat a la transformació de roca calcària en calç. Part del forn està excavat al marge natural i part està construït amb maó. L'entrada al forn és un passadís cobert amb volta de canó de doble línia de maons disposats en plec de llibre, més ample al començament que a la part interior. El vestíbul està tancat per dos murs perpendiculars al forn que fan de contraforts i just al davant hi ha la plaça de maniobra per a la preparació del forn i la càrrega i descàrrega dels carros. Adossat al contrafort oest hi ha una habitació rectangular que va ser la cabana del calcinarie, actualment sense teulada, amb una porta amb llinda d'una sola peça de pedra de gres vermella. A l'est de l'altre contrafort hi ha un abocador de cendres i rebuig de cuita. Al forn es poden distingir la corona (part superior, feta amb pedres col·locades seguint la tècnica de pedra seca), l'olla (on es portava a terme la cocció), la porta (obertura d'accés a l'olla), la boca (part per on s'introduiria la gabella, formada per un petit mur de pedra amb una obertura al centre que arriba fins a terra) i la banqueta perimetral (a la base de l'olla, una mena de banc corregut adossat a la paret).

## Història
El Forn de calç del Corcola forma part d'un conjunt industrial juntament amb els forns de calç d'en Ton i del Camí d'en Girabau, i tots ells semblen estar relacionats amb la propietat de Can Solà del Racó. La cronologia dels forns és difícil d'establir, però probablement siguin de mitjans del segle xix coincidint amb una gran demanda de calç deguda al fort creixement de les ciutats veïnes de Sabadell i Terrassa gràcies a la industrialització. La presència d'una pedrera, una xarxa de camins i una barraca de vinya a les proximitats mostren una explotació lligada en els seus orígens al món rural. Aquest forn en concret sembla que va ser utilitzat per la família dels Corcola entre 1920 i 1929.
L'any 2008, després de la signatura d'un conveni de col·laboració entre la Diputació de Barcelona i Caixa Catalunya, es va redactar el projecte "Posada en valor d'elements de patrimoni rural a la costa del Tet i Mont-Rodó", el qual s'articula entorn a la recuperació del patrimoni rural construït, especialment els forns de calç, murs i construccions de pedra seca. El fet que aquest forn estigués inclòs en el Pla Especial de Protecció del Patrimoni Arquitectònic i Arqueològic de Matadepera va motivar la intervenció arqueològica de l'any 2009.